# Дамсдорф
Дамсдорф (нім. Damsdorf) — громада в Німеччині, розташована в землі Шлезвіг-Гольштейн. Входить до складу району Зегеберг. Складова частина об'єднання громад Борнгефед.
Площа — 7,76 км2. Населення становить 224 ос. (станом на 31 грудня 2020).